# Саламат (остановочный пункт)
Салама́т — Остановочный пункт Челябинского региона Южно-Уральской железной дороги в посёлке Саламат Лейпцигского сельского поселения Варненского района Челябинской области, в 21 км к северу от с. Варна.
Станция открыта в 1914 году при строительстве ветки Троицк — Орск.
Железнодорожная станция закрыта в 1996 году. Закрыт вокзал. Кассы нет. Саламат является перегоном, опорным пунктом 66 км. В настоящее время на территории поселка находится путейская часть 13 Троицкой дистанции пути Челябинского отделения дороги и энергочасть 15 Троицкой дистанции энергохозяйства Челябинского региона дороги
На путь № 1 (к центральной платформе) прибывают электропоезда, следующие по направлению к узловой станции Карталы.
На путь № 2 (к центральной платформе) прибывают электропоезда, следующие по направлению к узловой станции Золотая Сопка.